# Helge Palmcrantz

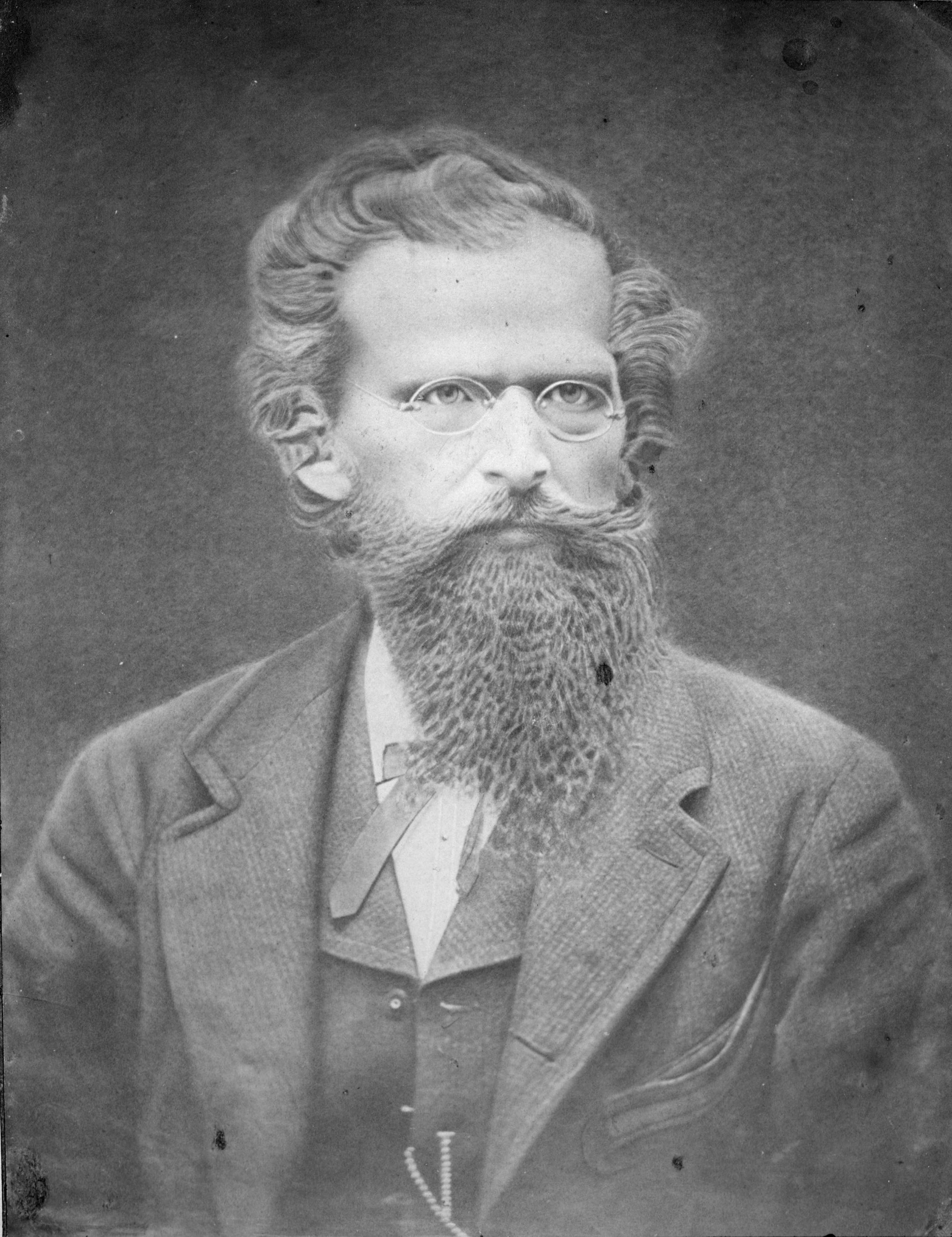
Porträt von Carl Helge Julius Palmcrantz (vor 1880)

Carl Julius Helge Palmcrantz (* 7. Juli 1842 in Hammerdal; † 22. November 1880 in Stockholm) war ein schwedischer Erfinder, Waffentechniker und Unternehmer.

## Leben
Helge Palmcrantz zeigte schon im Kindesalter ein bemerkenswertes handwerkliches Talent. So baute er als Zwölfjähriger einen Schlitten, später eine Wanduhr und eine Geige. Nach einer kurzen Anstellung an einer mechanischen Werkstatt in Stockholm studierte er an der dortigen Königlichen Technischen Hochschule.kehrte Palmcrantz zunächst als Arbeitsloser auf den elterlichen Landwirtschaftsbetrieb zurück. Dort versuchte er, zunächst ohne großen Erfolg, ein Unternehmen aufzubauen. Schließlich verlegte er seinen Wohnsitz endgültig nach Stockholm.
Auf zahlreichen Gebieten wurde er erfinderisch tätig. Im Jahr 1867 ließ er sich eine von ihm konstruierte Rechenmaschine patentieren, und gleichzeitig beschäftigte er sich mit der Entwicklung von Schusswaffen. Nachdem er bereits 1867 ein erstes Gewehrmodell entworfen hatte, erzielte er im folgenden Jahr einen Durchbruch mit einem Vorläufer des Maschinengewehrs, das – ähnlich wie das Modell des Amerikaners Richard Jordan Gatling – nach dem Prinzip einer Revolverkanone funktionierte und beim schwedischen Heer erprobt wurde. Im Jahr 1873 änderte er das Prinzip insofern, als die einzelnen Läufe nicht mehr im Kreis, sondern nebeneinander angeordnet waren. Dieses Modell wurde 1873 als „Schwedisches Maschinengewehr 1873“ auf der Weltausstellung in Wien präsentiert, doch die Vermarktung gelang zunächst nur recht schleppend.

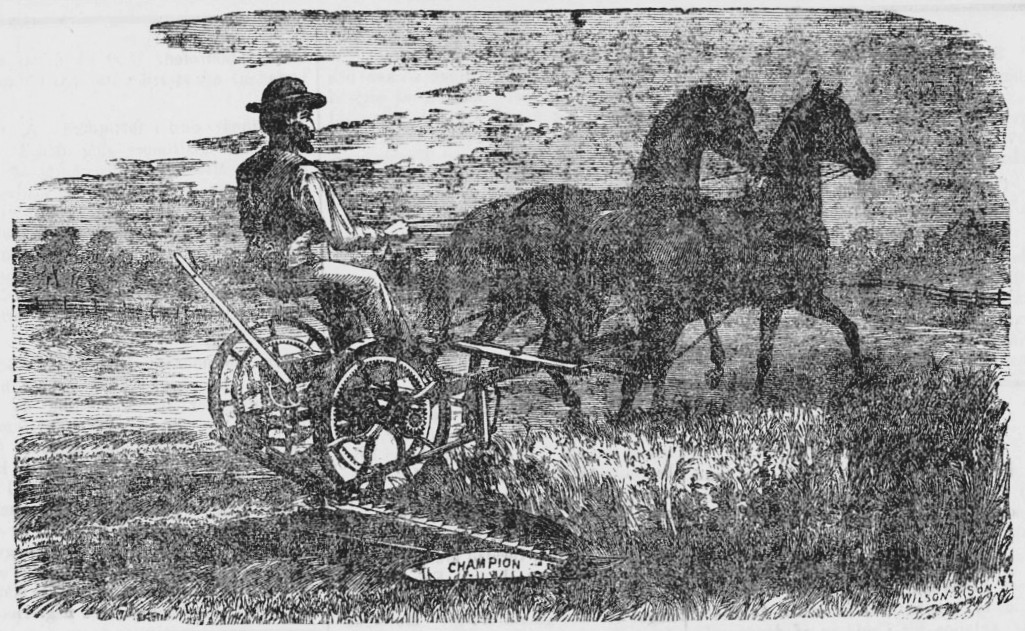
Balkenmäher von Palmcrantz, 1890

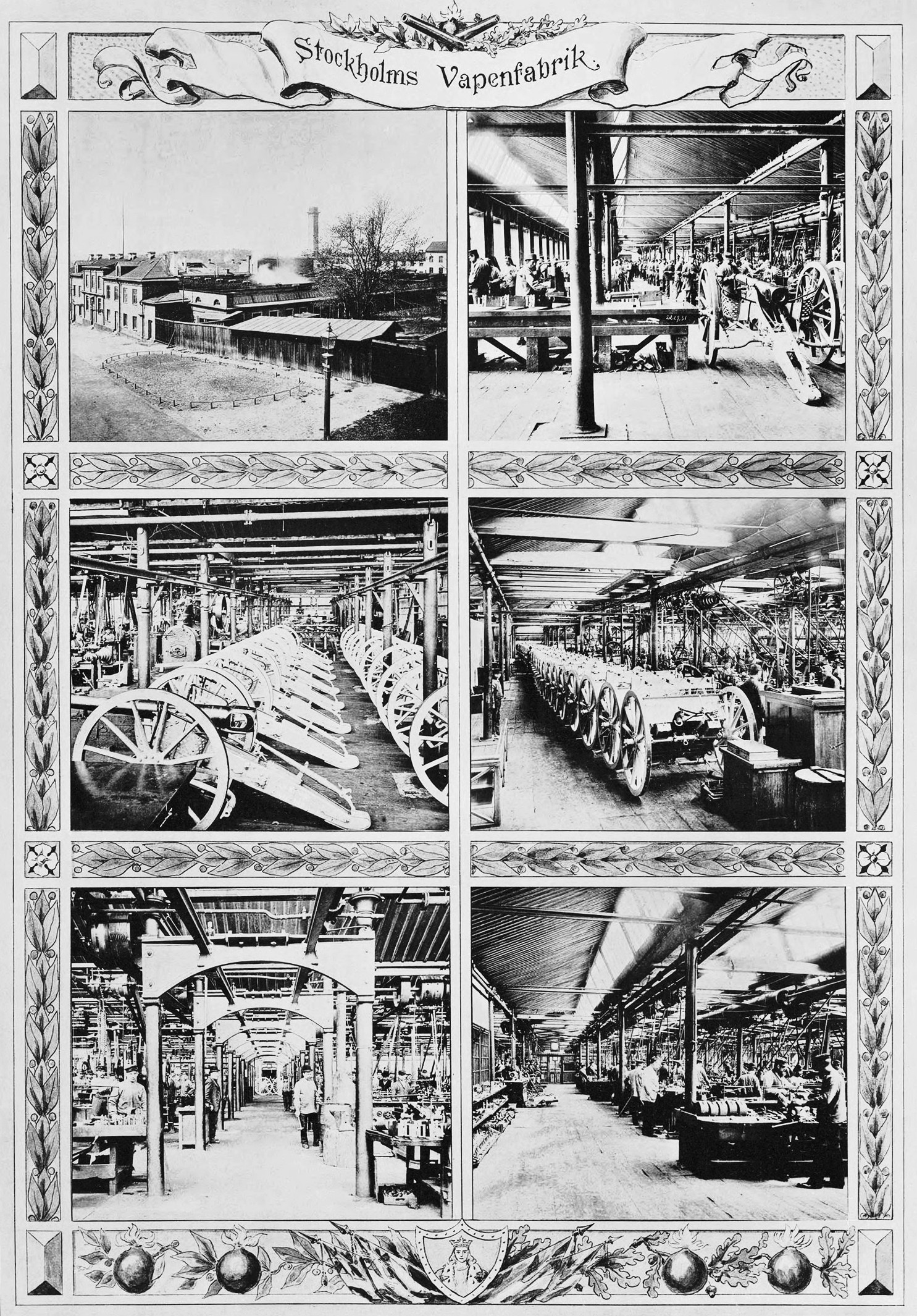
Palmcrantz' Waffenfabrik, 1890er Jahre

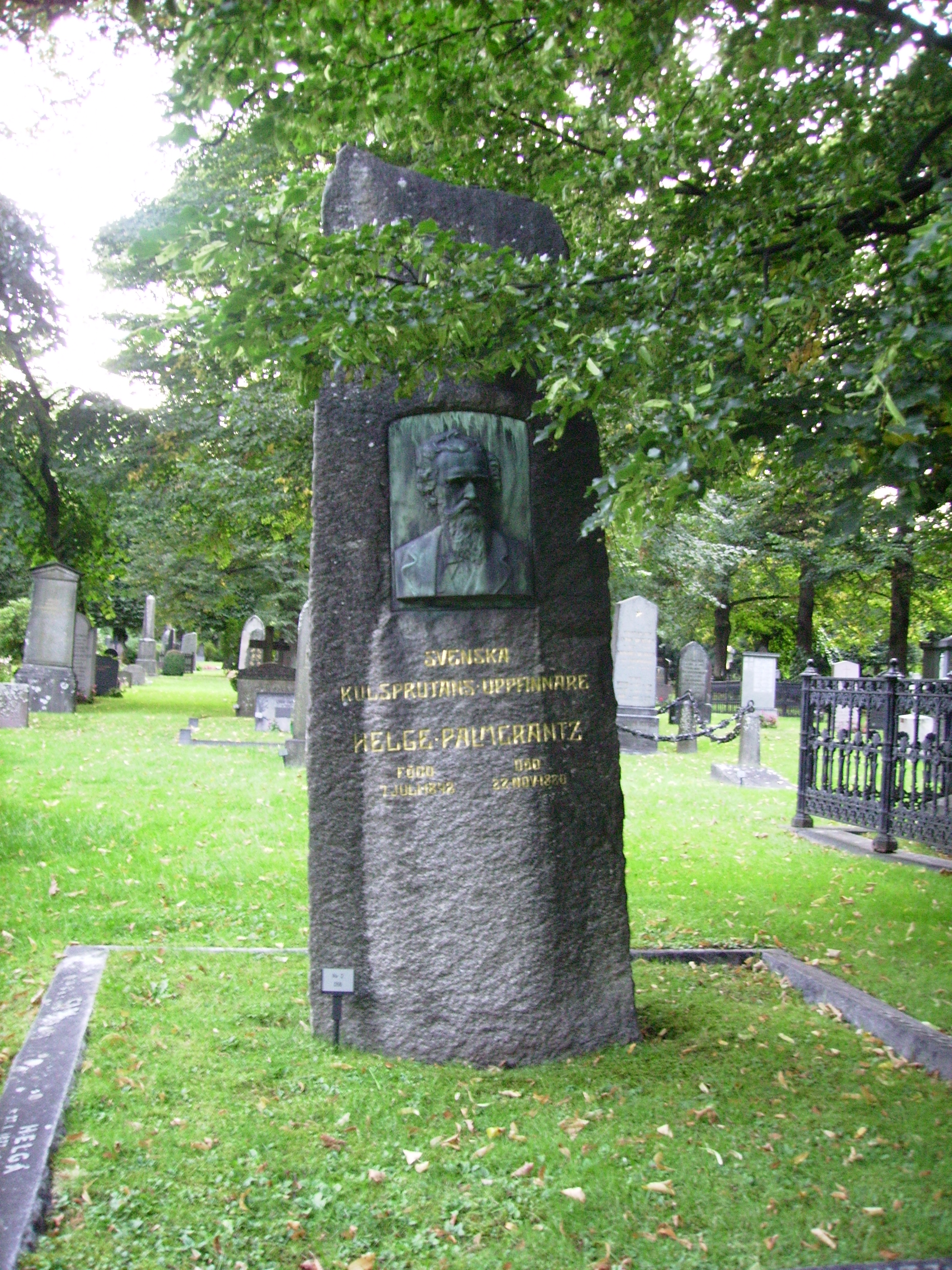
Grabstein von Helge Palmcrantz auf dem Norra begravningsplatsen, dem Friedhof der Norra kapellet in Solna, Stockholms län.

Allerdings fand Palmcrantz in seinem Vermieter, dem Essigfabrikanten Theodor Winborg, einen engen Freund, mit dem er gemeinsam im Stockholmer Stadtbezirk Kungsholmen eine mechanische Werkstatt gründete. In dem neuen Unternehmen widmete sich Palmcrantz weiterhin intensiv seiner Konstrukteurstätigkeit, wobei er unter anderem eine Mähmaschine entwickelte, für die er 1876 ein Patent erhielt. Die Firma Palmcrantz & Co. fuhr somit in der Folgezeit zweigleisig und stellte einerseits Mäh- und Erntemaschinen und andererseits Maschinenwaffen her, eine Kombination, die Palmcrantz als Erntemaschinen für Leben und Tod („skördemaskiner både för livet och döden“) charakterisierte. Allerdings warf das Unternehmen trotz Wachstums zunächst kaum Gewinne ab.
Dies änderte sich rasch, nachdem Palmcrantz im Jahr 1877 eine Vertriebspartnerschaft für die Maschinenwaffen mit dem in London tätigen Thorsten Nordenfelt vereinbart hatte. Palmcrantz' 1873 entwickeltes Maschinengewehr wurde weiter verbessert und errang unter dem Namen Nordenfelt-Mitrailleuse Weltruf. Den Vertrieb der Erntemaschinen hatte inzwischen die Stockholmer Firma Elfwing & Co übernommen, und die Produktion wurde zügig ausgeweitet. Im Jahr 1880 bauten 270 Arbeiter 115 Maschinengewehre und 204 Mähmaschinen. Konstruktive Verbesserungen der Waffe betrafen unter anderem die Vergrößerung des Kalibers auf einen Zoll (24,5 mm), womit weltweit erstmals eine Schnellfeuerkanone verfügbar war, die sich zur Bekämpfung der damals aufkommenden Torpedoboote eignete.
Innerhalb weniger Jahre entwickelte sich Palmcrantz' Firma unter dem Management von Winborg und Nordenfelt zu einem der größten schwedischen Unternehmen. Es wurde auch durch seine vorbildlichen Sozialleistungen bekannt. Es gab einen Achtstundentag, Überstundenzuschläge und eine teilweise Lohnfortzahlung im Krankheitsfall, was zum damaligen Zeitpunkt ganz außergewöhnlich war. Auch eine eigene Berufsschule gehörte zum Unternehmen.

## Persönliches
Im Jahr 1874 heiratete Palmcrantz die Schwester seines Freundes und Geschäftspartners Theodor Winborg, Susanna Josephina (1838–1925). Privat war er ein Kunstliebhaber und betätigte sich auch auf dem Gebiet der Lyrik.
Palmcrantz verstarb im Alter von 38 Jahren an einem blutenden Magengeschwür.

## Ehrungen
- Die Königliche Ingenieurwissenschaftsakademie („Kungl. Ingenjörsvetenskapsakademien“) gab 1948 eine Medaille zu Ehren Palmcranth' heraus.
- Ein 1967 gegründetes Gymnasium in Östersund war nach Helge Palmcrantz benannt, ehe es im Jahr 2008 in einem Verbund aufging.

## Patente (Auszug)
- Patent  US182770A: „Improvement in Mowers“. Veröffentlicht am 3. Oktober 1876, Erfinder: Helge Palmcrantz.‌
- Patent  US218190A: „Machine Gun“. Veröffentlicht am 5. August 1879, Anmelder: Thorsten Nordenfelt, Erfinder: Helge Palmcrantz.‌
- Patent  US220545A: „Improvement in Machine Gun“. Veröffentlicht am 14. Oktober 1879, Anmelder: Thorsten Nordenfelt, Erfinder: Helge Palmcrantz.‌